# Света Петка (Горна Белица)
Вижте пояснителната страница за други значения на Света Петка.
„Света Петка“ или „Света Параскева“ (на македонска литературна норма: „Света Петка“, „Света Параскева“) е възрожденска църква в стружкото влашко село Горна Белица, Северна Македония. Църквата е част от Стружкото архиерейско наместничество на Дебърско-Кичевската епархия на Македонската православна църква – Охридска архиепископия.
Църквата е построена в 1888 – 1889 година от строителя и резбар Тодор Петков от Гари. Поради заболяване Петков оставя довършването на иконостаса на сина си Яким Тодоров. Църквата е с 12 купола – 3 истински, а останалите калоти. Куполната направа е от кестенови греди.
Иконите в църквата са дело на Йосиф Мажовски, Исая Мажовски и Иван Мажовски. Има и икони от 1895 година на Кръстьо Николов, подписал се на гръцки като Σταυρός Νικολάου.